# Brometo de fenilmagnésio
Brometo de fenilmagnésio, com a fórmula simplificada C6H5MgBr, é um composto organometálico contendo magnésio. É tão comumente usado que é disponibilizado comercialmente como uma solução em éter dietílico ou tetraidrofurano (THF). Brometo de fenilmagnésio é um reagente de Grignard. É frequentemente usado como um equivalente sintético para o fenil "Ph−" synthon.

## Preparação
Brometo de fenilmagnésio é disponível comercialmente como solução em éter etílico ou THF. Pode ser preparado em laboratório por tratamento de bromobenzeno com magnésio metálico, geralmente sob a forma de fita. Uma pequena quantidade de iodo pode ser usada para ativar o magnésio para iniciar a reação.
Solventes polares, como o éter ou o THF, são requeridos para solvatar (complexar), o centro magnésio (II). Os solventes devem ser apróticos já que álcoois e água reagem com o brometo de fenilmagnésio resultando benzeno. Solventes contendo carbonila, como acetona e acetato de etila são incompatíveis com o reagente.